# Qabus ibn Said Al Said
Qabus ibn Said Al Said (àrab: قابوس بن سعيد بن تيمور آل بو سعيدي)  (Salalah, 18 de novembre de 1940 - Seeb, 10 de gener de 2020) fou el soldà d'Oman des que en 1970 va enderrocar el seu pare, el sultà Said Ibn Taymur, fins a la seva pròpia mort. Descendent  de quinzena generació del fundador de la Casa d'Al Said, va ser el líder més antic de l'Orient Mitjà i del món àrab en el moment de la seva mort, havent governat durant gairebé mig segle.
En tant que sultà omanita, ostentà els càrrecs de Primer ministre, ministre d'Assumptes Exteriors, ministre de Defensa i ministre de Finances. Malgrat la seva riquesa i poder, va ser considerat generalment com un líder benèvol amb una política moderada. Era conegut pel seu desinterès i generositat, i al llibre del general Tommy Frank Soldat Americà, el descriu com un veritable amic dels Estats Units en la Guerra Antiterrorista, "amb cap maldat, cap agenda secreta".
El primer problema que Qabus va haver d'afrontar va ser una insurrecció comunista armada del Iemen del Sud. El sultà va derrotar ràpidament la incursió amb escassa ajuda externa.
En 1992 el sultà Qabus va ordenar la construcció d'una mesquita a la wilaya de Bausher, a la governació de Masqat. Quan el sultà va arribar al tron el 1970, va fer una mesquita més modesta a Masqat, però el 1992 va manar fer els plans per construir la mesquita més gran del món. El 5 de maig del 2001, després de quatre anys, 600 treballadors i 12 milions d'hores de treball per a la catifa principal, el sultà Qabus es va posar de genolls per pregar a la mesquita, damunt la catifa més gran del món.
Divorciat de la seva esposa, amb qui no va tenir fills, va deixar Haitham bin Tariq Al Said nomenat com a successor seu.